# Heidi Lippmann
Heidi Lippmann, zeitweise Heidi Lippmann-Kasten, (* 2. April 1956 in Göttingen) ist eine deutsche Politikerin (Die Linke) und ehemalige Abgeordnete des Deutschen Bundestages.

## Leben
Lippmann besuchte von 1962 bis 1966 die Lutherschule in Göttingen, anschließend die Personn-Realschule für Mädchen, die sie 1972 mit der Mittleren Reife abschloss. Es folgte eine Ausbildung Korrespondentin der englischen und französischen Sprache beim Fremdsprachen- und Dolmetscherinstitut in Göttingen. Von 1975 bis 1977 war sie an den Universitäts-Kliniken in Göttingen und anschließend bis 1987 an der Pädagogischen Hochschule Niedersachsen. Während der Zeit erlangte sie die fachgebundene Hochschulreife. Seit 1987 arbeitete sie als Angestellte im Fremdsprachendienst der Georg-August-Universität Göttingen. Sie ist Mutter dreier Kinder. Nach ihrem Ausscheiden aus der Politik machte sich Lippmann beruflich selbständig und eröffnete im hessischen Simtshausen im Landkreis Marburg-Biedenkopf einen Swingerclub.

## Politik
Im Jahr 1989 wurde Lippmann Mitglied der Grünen. Sie war bis 1991 Mitglied des Kreisvorstandes Northeim-Einbeck und anschließend bis 1993 des Landesvorstandes Niedersachsen. Von 1994 bis 1998 war Lippmann Mitglied des Niedersächsischen Landtages für die Fraktion Bündnis 90/Die Grünen. Ihr Arbeitsschwerpunkt lag im Bereich Asyl- und Migrationspolitik. Unter anderem war sie stellvertretende Vorsitzende der Ausländerkommission und richtete verschiedene Runde Tische ein, beispielsweise zur Problematik der Rückführung bosnischer Flüchtlinge und zum PKK-Verbot ein.
Im März 1998 trat sie bei den Grünen aus, um im Mai desselben Jahres der PDS beizutreten, für die sie von 1998 bis 2002 auch dem Bundestag angehörte. Als friedenspolitische Sprecherin der PDS war sie einzige Vertreterin im Verteidigungsausschuss des Bundestages, die sich ganz klar gegen die Auslandseinsätze der Bundeswehr aussprach. Lippmann machte sich auch einen Namen als Vorsitzende der Gefangenenhilfsorganisation "Prison Watch International", die sich für die Rechte der politischen Gefangenen vor allem in der Türkei einsetzte. Stark machte sie sich auch für die Freilassung der im Rahmen des G-8-Gipfels in Genua Inhaftierten. Im Jahre 2002 hat Lippmann aus persönlichen Gründen nicht wieder kandidiert.
Nach ihrem Ausscheiden aus dem Bundestag fand man in einer zuvor von ihr bewohnten Villa Geheimunterlagen aus dem Verteidigungsausschuss. Deshalb wurden polizeiliche Ermittlungen wegen Geheimnisverrats gegen sie eingeleitet.
Im November 2008 wurde sie für die Partei Die Linke zur Direktkandidatin im Wahlkreis 16 (Lahn-Dill-Kreis Nord) gewählt und kandidierte erfolglos für den Hessischen Landtag. In ihrem Wahlkampf hat sie zu einer Wahlparty in ihren Swingerclub eingeladen. Die Linkspartei erwirkte, dass ihr Logo nicht mehr auf der Internetseite des Swingerclubs gezeigt werden durfte.